# Hermonassa lunata
Hermonassa lunata är en fjärilsart som beskrevs av Moore 1882. Hermonassa lunata ingår i släktet Hermonassa och familjen nattflyn. Inga underarter finns listade i Catalogue of Life.